# I Just Wasn't Made for These Times
I Just Wasn't Made for These Times è un brano musicale del gruppo statunitense The Beach Boys, ed è l'undicesima traccia dell'album Pet Sounds pubblicato nel 1966. Tema della canzone è la rassegnazione di Brian Wilson dovuta al fatto di essere troppo avanti con i tempi e di non essere capito (infatti molti all'epoca sostennero che fosse impazzito a produrre un album insolito come Pet Sounds).
Nel 1996, la Sub Pop pubblicò su singolo una versione stereo mix di I Just Wasn't Made for These Times dei Beach Boys.

## Il brano

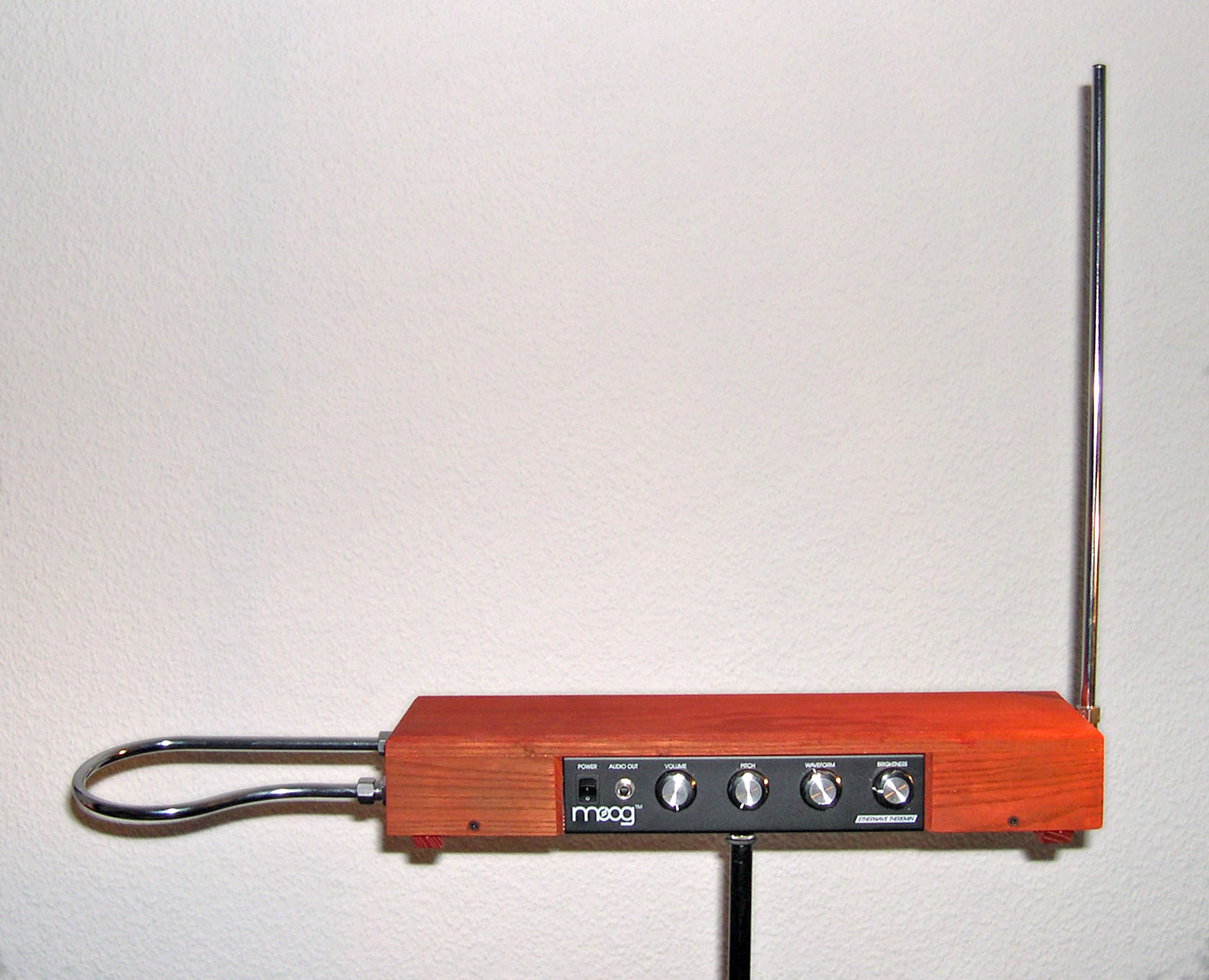
Un theremin

Il testo venne scritto da Brian Wilson in collaborazione con Tony Asher con in mente l'idea del rimpianto di un giovane uomo verso l'entrata nell'età adulta e la conseguente perdita di innocenza connessa alla crescita. Wilson affermò nella sua autobiografia che I Just Wasn't Made for These Times parlava della sua turbolenta psiche e del fatto che si sentisse troppo "avanti" ai tempi rispetto agli altri. Il brano è presumibilmente il primo esempio conosciuto di canzone pop rock a contenere il suono di un Theremin modificato, l'Electro-Theremin o Tannerin. Poco tempo dopo aver registrato la canzone, Wilson riutilizzò il Tannerin anche per la celebre Good Vibrations.
Dennis Wilson avrebbe dovuto originariamente cantare il brano come voce solista, ma quando la traccia vocale venne incisa su nastro, fu invece Brian ad occuparsi del cantato principale.

## Cover
La canzone è stata reinterpretata da Brian Wilson stesso nell'album Pet Sounds Live; dai Sixpence None the Richer per l'album tributo  Making God Smile; da Patrick Wolf per Do It Again: A Tribute To Pet Sounds; da Aimee Mann e Michael Penn in A Tribute To Brian Wilson (2001); dalla band giapponese Feelds per il disco tributo Smiling Pets (Sony Japan, 1998); e dalla band indie inglese The Servants sull'album Reserved (Cherry Red, 2006).

## Formazione
- Brian Wilson – Voce solista
- Carl Wilson – Voce
- Dennis Wilson – Voce
- Al Jardine – Voce
- Mike Love – Voce
- Chuck Berghofer – basso
- Hal Blaine – Batteria, timpani, bonghi
- Glen Campbell – Chitarra
- Frank Capp – Timpani, percussioni latine
- Steve Douglas – Sax tenore
- Plas Johnson – Sax tenore
- Barney Kessel – Chitarra
- Bobby Klein – Sax tenore
- Mike Melvoin – Clavicembalo
- Jay Migliori – Sax baritono
- Tommy Morgan – Armonica
- Ray Pohlman – Basso
- Don Randi – Pianoforte
- Paul Tanner – Tannerin